# St. Walburga (Alfen, 1907)

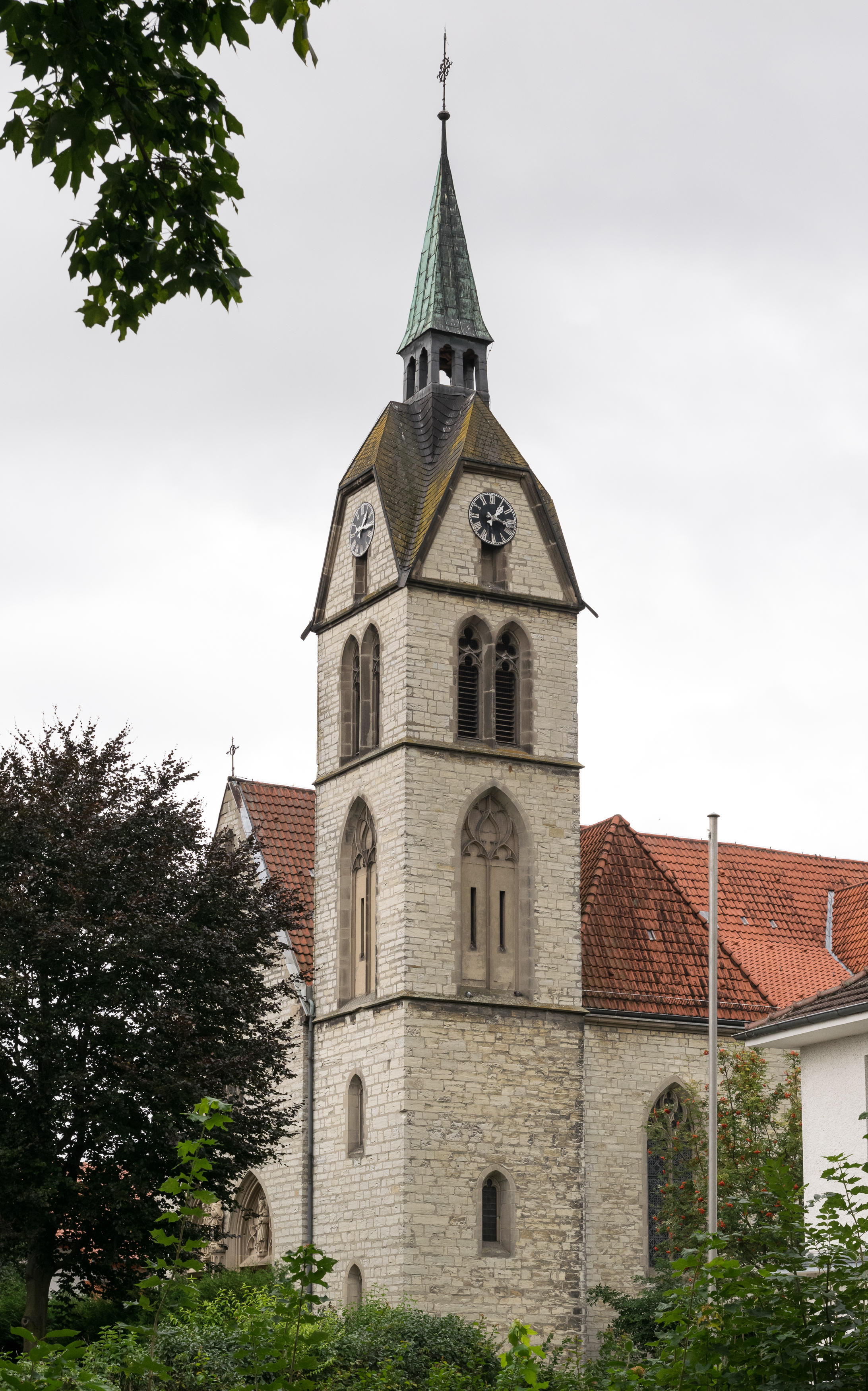
Kirchturm St. Walburga

St. Walburga ist eine katholische Pfarrkirche in Borchen-Alfen im Kreis Paderborn, Nordrhein-Westfalen. Kirche und Gemeinde gehören zum Pastoralverbund Borchen im Dekanat Paderborn des gleichnamigen Erzbistums. Das Kirchengebäude steht seit dem 8. April 1986 unter Denkmalschutz.

## Geschichte
In Alfen gibt es bereits seit dem 13. Jahrhundert eine romanische Wehrkirche gleichen Namens. Der Antrag zum Bau eines neuen Kirchengebäudes wurde am 29. Februar 1896 von der Kirchengemeinde eingereicht. Erst 1906 wurde der Bau genehmigt, nachdem sich Alfen bereiterklärt hatte, sich an den Kosten für einen Erweiterungsbau der Kirche in Kirchborchen zu beteiligen. Am 22. Juli 1906 konnte der Grundstein durch Pfarrer Josef Sünkeler gelegt werden. Der Architekt war Franz Mündelein aus Paderborn. Der neugotische Kirchenbau war auch ein Konjunkturprogramm für die Alfener Maurer, die allesamt an den Bauarbeiten beteiligt waren. Das Baumaterial stammte aus dem nahegelegenen Steinbruch am Kottenberg. Für die Einrichtung kamen zahlreiche Spenden aus der Bevölkerung zusammen. Die Kirche wurde am 13. Oktober 1907 durch Dechant Propst Franz Nacke eingeweiht.

## Ausstattung
Im rechten Seitenschiff steht eine Madonnenfigur mit Kind aus Sandstein. Sie wurde um 1420 geschaffen und stand ursprünglich im Kloster Böddeken. Nach der Säkularisation des Klosters ging die Figur verloren und wurde nach mündlichen Überlieferungen um 1860 von zwei Bauern im Wald hinter dem ehemaligen Kloster gefunden. Dieselben Bauern hatten zuvor ebenfalls eine hölzerne Meinolfus-Statue gefunden. Beide Figuren standen zunächst in der alten Wehrkirche und wurden nach der Renovierung der neuen Kirche im Jahr 1974 umgesetzt.
Auch ein achteckiger Taufstein mit kanneliertem Schaft stammt aus der Wehrkirche. Der Taufstein trägt als Inschrift die Namen seiner Stifter und das Erstellungsjahr: Templierer Richter Jürgen Piper und Evardt Brandt – Anno D. 1618.